# Dipartimento di Samatiguila
Il dipartimento di Samatiguila è un dipartimento della Costa d'Avorio. È situato nella regione di Kabadougou, distretto di Denguélé.
Nel censimento del 2014 è stata rilevata una popolazione di 17.483 abitanti. 
Il dipartimento è suddiviso nelle sottoprefetture di Kimbirila-Sud, Samatiguila.